# Uyển Quỳnh Đan
Uyển Quỳnh Đan (苑瓊丹, tên tiếng Anh: Kingdom Yuen King-dan; sinh ngày 11 tháng 9 năm 1963) là một nữ diễn viên Hồng Kông gạo cội với thâm niên cộng tác lâu dài với TVB.

## Cuộc đời và sự nghiệp
Uyển Quỳnh Đan sinh năm 1963 tại Hongkong. Tên khai sinh của bà là Uyển Lệ Quỳnh (苑麗瓊). Cha bà vốn là một thợ chạm khắc ngà voi. Bà bắt đầu sự nghiệp diễn xuất của mình với đài ATV Hongkong vào giữa thập niên 1980 và rời đi khoảng giữa thập niên 1990 để gia nhập đài đối thủ TVB. Trong sự nghiệp của mình, Uyển Quỳnh Đan từng xuất hiện trong nhiều series phim truyền hình và bộ phim lẻ điện ảnh, bao gồm cả một số bộ phim đóng cùng Châu Tinh Trì (như Đại nội mật thám, Thực thần và Quan xẩm lốc cốc). Mặc dù có bề dày kinh nghiệm với phim hài và từng đóng rất nhiều vai hài trong hầu hết sự nghiệp của mình, tuy nhiên Uyển Quỳnh Đan không muốn bị đóng khung vào các vai hài và đã có nhiều nỗ lực đa dạng hóa trong các vai diễn khác. 
Sau gần 17 năm gắn bó với TVB, Uyển Quỳnh Đan quyết định rời đài vào năm 2012 và bắt đầu quay phim truyền hình ở Trung Quốc đại lục. Không còn bị ràng buộc với TVB, Uyển Quỳnh Đan đã có thể bày tỏ sự không đồng tình của mình đối với cách đối xử thô bạo của TVB đối với các diễn viên của họ. Trong khi tiếp tục quay những bộ phim truyền hình mới ở Trung Quốc đại lục, Uyển Quỳnh Đan vẫn trở về Hongkong để đóng phim.
Về đời tư, Uyển Quỳnh Đan được biết đến với mối liên hệ tình cảm với bạn diễn Lâm Chánh Anh. Tuy nhiên, mối tình không thành bởi cái chết của ông. Mãi đến ngày 11 tháng 7 năm 2004, bà lập gia đình với người bạn trai Hoàng Nãi Thích. 

## Danh sách phim
| Year      | Title                                       | Role               | Network      | Notes                                                      |
| --------- | ------------------------------------------- | ------------------ | ------------ | ---------------------------------------------------------- |
| 2019      | My Kickass Wife                             |                    |              |                                                            |
| 2019      | The Incredible Monk 3                       |                    |              |                                                            |
| 2019      | The Knight of Shadows: Between Yin and Yang |                    |              |                                                            |
| 2019      | Flirting Scholar from the Future            |                    |              |                                                            |
| 2019      | A Home with a View                          |                    |              |                                                            |
| 2018      | The Great Adventurer Wesley                 |                    | iQiyi / TVB  |                                                            |
| 2017      | Always Be With You                          |                    |              |                                                            |
| 2016      | My Dangerous Mafia Retirement Plan          | So Yau-Miu         | TVB Jade     |                                                            |
| 2016      | Mad Monk Ji Gong                            |                    |              |                                                            |
| 2016      | Insomnia Love                               |                    |              |                                                            |
| 2016      | The Ghost House                             |                    |              |                                                            |
| 2016      | Perfect Imperfection                        |                    |              |                                                            |
| 2015      | Lost in Hong Kong                           |                    |              |                                                            |
| 2015      | Fighting Youth                              |                    |              |                                                            |
| 2015      | Scary Road is Fun                           |                    |              |                                                            |
| 2015      | An Inspector Calls                          |                    |              |                                                            |
| 2015      | King of Mahjong                             |                    |              |                                                            |
| 2014      | Who Moved My Dream                          |                    |              |                                                            |
| 2014      | Palace 3: The Lost Daughter                 | Mother Tan         |              |                                                            |
| 2014      | Just Another Margin                         |                    |              |                                                            |
| 2014      | The Cabin Crew                              |                    |              |                                                            |
| 2014      | Black Comedy                                |                    |              |                                                            |
| 2012      | King Maker                                  | Gong Shuk Wong Hou |              |                                                            |
| 2011      | My Sassy Wife Xu Xiao Mei                   | Liu Yue E          | TVB Jade SMG |                                                            |
| 2010      | Twilight Investigation                      | Law Lai-la         | TVB Jade     |                                                            |
| 2010      | Happy Mother-in-Law, Pretty Daughter-in-Law | Ma Linglong        | Shenzhen TV  |                                                            |
| 2010      | When Lanes Merge                            | Chan Siu-fan       | TVB Jade     | Nominated - TVB Award for Best Supporting Actress (Top 15) |
| 2010      | Cupid Stupid                                | Chi Kam-giu        | TVB Jade     |                                                            |
| 2009      | The Beauty of the Game                      | Cheung Lai-hong    | TVB Jade     |                                                            |
| 2008      | Speech of Silence                           | Leung Lai-yu       | TVB Jade     |                                                            |
| 2007      | The Building Blocks of Life                 | Chung Kwok-mei     | TVB Jade     |                                                            |
| 2007      | The Green Grass of Home                     | Chu Lai-ngoh       | TVB Jade     |                                                            |
| 2007-2008 | Best Selling Secrets                        | Hung Sum           | TVB Jade     |                                                            |
| 2007      | The Price of Greed                          | Lo Sei-leung       | TVB Jade     |                                                            |
| 2007      | The White Flame                             | Koo Mei-lan        | TVB Jade     |                                                            |
| 2006      | Welcome to the House                        | Ko Lai             | TVB Jade     | Nominated - TVB Award for Best Supporting Actress (Top 5)  |
| 2006      | At Point Blank                              | Ching Hiu-nam      | TVB Jade     |                                                            |
| 2005      | Women on the Run                            | Lee Chan-chan      | TVB Jade     |                                                            |
| 2003      | Virtues of Harmony II                       | Kam Sa-sa          | TVB Jade     |                                                            |
| 2002      | Let's Face It                               | Liu Tam Ai-ching   | TVB Jade     |                                                            |
| 2001      | Virtues of Harmony I                        | Princess Sa-sa     | TVB Jade     |                                                            |
| 2001      | Gods of Honour                              | Yan Sap-neung      | TVB Jade     | TVB Anniversary Award for Favourite Female Character       |
| 2001      | Seven Sisters                               | Chow Fun           | TVB Jade     |                                                            |
| 2000      | War of the Genders                          | Mui Yat-sin        | TVB Jade     |                                                            |
| 1999      | Game of Deceit                              | Kau Kan-e          | TVB Jade     |                                                            |
| 1999      | A Loving Spirit                             | Cheung Nun-sin     | TVB Jade     |                                                            |
| 1999      | Detective Investigation Files IV            | Chow Han-e         | TVB Jade     |                                                            |
| 1998      | Moments of Endearment                       | Chung Chi-mei      | TVB Jade     |                                                            |
| 1998      | Journey to the West II                      | The Crow           | TVB Jade     |                                                            |
| 1998      | Old Time Buddy - To Catch a Thief           | Ng Yan-lai         | TVB Jade     |                                                            |
| 1995      | A Kindred Spirit                            | Yu King            | TVB Jade     |                                                            |
| 1995      | Vampire Expert                              |                    | ATV Home     |                                                            |
| 1994      | A Chinese Torture Chamber Story             |                    |              |                                                            |
| 1994      | Wing Chun                                   | Abacus Fong        |              |                                                            |
| 1992      | Flame                                       |                    | ATV Home     |                                                            |
| 1992      | Casanova in China                           |                    | ATV Home     |                                                            |
| 1992      | Mythical Crane and Magical Needle           |                    | ATV Home     |                                                            |
| 1991      | The Perfect Match                           |                    |              |                                                            |
| 1990      | The Blood Sword                             |                    | ATV Home     |                                                            |
| 1990      | Cousin Q                                    |                    | ATV Home     |                                                            |
| 1988      | The Rise and Fall of Qing Dynasty 2         |                    | ATV Home     |                                                            |
| 1987      | Below the Lion Rock 1987                    |                    | RTHK         |                                                            |
| 1984      | Wan Hoi Yuk Gong Yuen                       |                    | ATV Home     |                                                            |